# Victor Guillot
Victor Guillot (12 giugno 1996) è un ex sciatore alpino francese.

## Biografia
Attivo in gare FIS dal novembre del 2011, Guillot ha esordito in Coppa Europa il 2 gennaio 2015 a Chamonix in slalom speciale e in Coppa del Mondo il 10 dicembre 2016 a Val-d'Isère in slalom gigante, in entrambi i casi senza completare la gara. Ha annunciato il ritiro al termine della stagione 2021-2021, dopo 7 partenze nel massimo circuito senza mai essere riuscito ad andare a punti; la sua ultima gara in Coppa del Mondo è stata lo slalom gigante disputato il 28 febbraio a Bansko, mentre la sua ultima gara in carriera è stata la combinata dei Campionati francesi 2021, disputata il 29 marzo a Châtel e chiusa da Guillot al 13º posto. Non ha preso parte a rassegne olimpiche né iridate.

## Palmarès

### Mondiali juniores
- 1 medaglia:
  - 1 bronzo (slalom gigante a Åre 2017)

### Coppa Europa
- Miglior piazzamento in classifica generale: 78º nel 2021